# 게이큐 가마타역
게이큐 가마타역(일본어: 京急蒲田駅 けいきゅうかまたえき[*])은 도쿄도 오타구에 있는 게이힌 급행 전철의 역이다. 역 번호는 KK11이다.

## 역 구조
섬식 승강장 2면 6선의 고가역. 본선과 공항선의 분기점이다. 1층에 개찰구, 2층에 상행홈(4 ~ 6번선), 3층에 하행홈(1-3번선)을 배치하는 3층 구조가 된다. 2층과 3층은 같은 형상의 승강장이 상하로 겹쳐진다.
공항선은 1·4번선으로부터 분기되어, 1번선에는 시나가와 방면에서 하네다 공항행과 하네다공항으로부터 요코하마 방면이, 4번선에는 요코하마 방면에서 하네다 공항행과 하네다공항으로부터 시나가와 방면 열차가 정차한다. 각각의 분기선에서 근처의 고지야 역 사이에 설치되고 있는 분기기까지의 사이는 단선병렬의 형태가 된다.
3번선·6번선은 요코하마 방면에 끊어진 승강장이 있어, 끊어진 부분에 2번선·5번선이 있다. 2번선·5번선의 승강장 외측에는 3번선·6번선에 이르는 통과선이 설치되고 있어 대피가 가능하다. 2번선의 입선시는 일단 3번선을 통과하여, 5번선으로부터의 발차후에는 6번선을 통과할 필요가 있다. 5번선은 2010년의 시점에서 이미 완성하고 있었지만, 공용개시는 하지 않았다.
위의 진술로 보아 승강장 자체는 18량분의 길이가 확보되고 있다.
| 1 | 공항선 (시나가와 방면에서 출발)  | 하네다 공항 방면(시나가와 방면에서부터 공항선에 가는 열차)                                                                             |
| 1 | 본선（공항선 출발）              | 요코하마 방면 (공항선에서 요코하마 방면으로 가는열차)                                                                                  |
| 2 | 본선（대피선）                   | 요코하마・미우라 해안 방면 |
| 3 | 본선                             | 요코하마・미우라 해안 방면 |
| 4 | 공항선（요코하마 방면에서 출발） | 하네다 공항 방면 |
| 4 | 본선（공항선 출발）              | 시나가와 방면 |
| 5 | 본선（대피선）                   | 시나가와・신바시・니혼바시・아사쿠사・오시아게・나리타 공항 방면 ( 도영 아사쿠사 선· 호쿠소 선· 게이세이 본선· 게이세이 나리타 공항선) |
| 6 | 본선                             | 시나가와・신바시・니혼바시・아사쿠사・오시아게・나리타 공항 방면 ( 도영 아사쿠사 선· 호쿠소 선· 게이세이 본선· 게이세이 나리타 공항선) |

- 이 구조는 2012년 10월 21일부터 적용되었다.
- 일중에 운전되는 시나가와 ~ 당역간 보통열차는, 2번선에 종착후 게이큐 가와사키 역에 인접한 인상선까지 회송된다. 다음은 다시 당역까지 회송되어 5번선에 입선 후 승객 취급을 하고 시나가와에 발차한다.

## 역세권 정보
- 가마타역 (도쿄도)
- 국도 제15호선
- 도쿄 도도 제311호선
- 오타 구청

## 역사
- 1901년 2월 1일: 가마타역(蒲田駅)으로 영업 개시.
- 1925년 11월: 국철(현 JR), 이케가미 전기철도(현 도큐 이케가미 선), 메구로카마타 전철(현 도큐 메구로 선 메구로역 ~ 다마가와 및 도큐 다마가와 선) 개통에 따라 신설된 역이 ‘가마타 역’이라는 역명을 사용하게 되며, 당역은 ‘게이힌 가마타 역’(京浜蒲田駅)으로 개칭.
- 1987년 6월 1일: 게이큐 가마타 역(京急蒲田駅)으로 개칭.
- 1993년 4월 1일: 공항선 하네다 역(현, 덴쿠바시 역) 개업에 의해, 1번 승강장을 양방향 노선 연장으로 변경.
- 1995년 7월 24일: 본선 승강장을 12량 편성으로 연장과 동시에 평일 아침의 통근쾌특정차 및 저녁의 하행 쾌특 임시정차를 개시함.
- 1998년 11월 18일: 공항선 하네다 공항역 연장 개통에 맞춰 쾌특 정차역이 됨.
- 1999년 7월 31일: 요코하마 방면에서의 하네다 공항 직통열차 운전 개시. 개시 당초는 우메야시키 방면의 이동선을 경유하여 스위치백을 실시하고 있는 것과 동시에 에어포트 특급은 폐지되어 에어포트 쾌특이 통합되었다. 당역 ~ 신즈시 간의 급행도 폐지되었다.
- 2001년 1월: 고가화 및 역사 재건축공사 착수. 수개월 후 동쪽 출입구를 임시 교상역사로 이전.
- 2002년 10월 12일: 요코하마 방면에서의 하네다 공항 방면 직결 운전 시작.
- 2005년 10월 2일: 공항선 전용 1번 승강장을 가선으로 이설.
- 2006년 11월 25일: 본선용 2번 승강장을 가선으로 이설
- 2007년 12월 2일: 본선용 3번 승강장을 가선으로 이설과 동시에 고가화 공사의 지장이 되는 과선교와 임시 교상역사의 동쪽 출입구 개찰구를 지하로 이전함.
- 2008년 2월 24일: 서쪽 출구 개찰을 북쪽으로 이전함.
- 2010년 5월 16일: 상행(시나가와 방면) 승강장이 입체화.
- 2012년 10월 21일: 하행선 고가화. 그에 따라, 도로의 "일단정지"의 표시가 없어지게 됨

## 사진

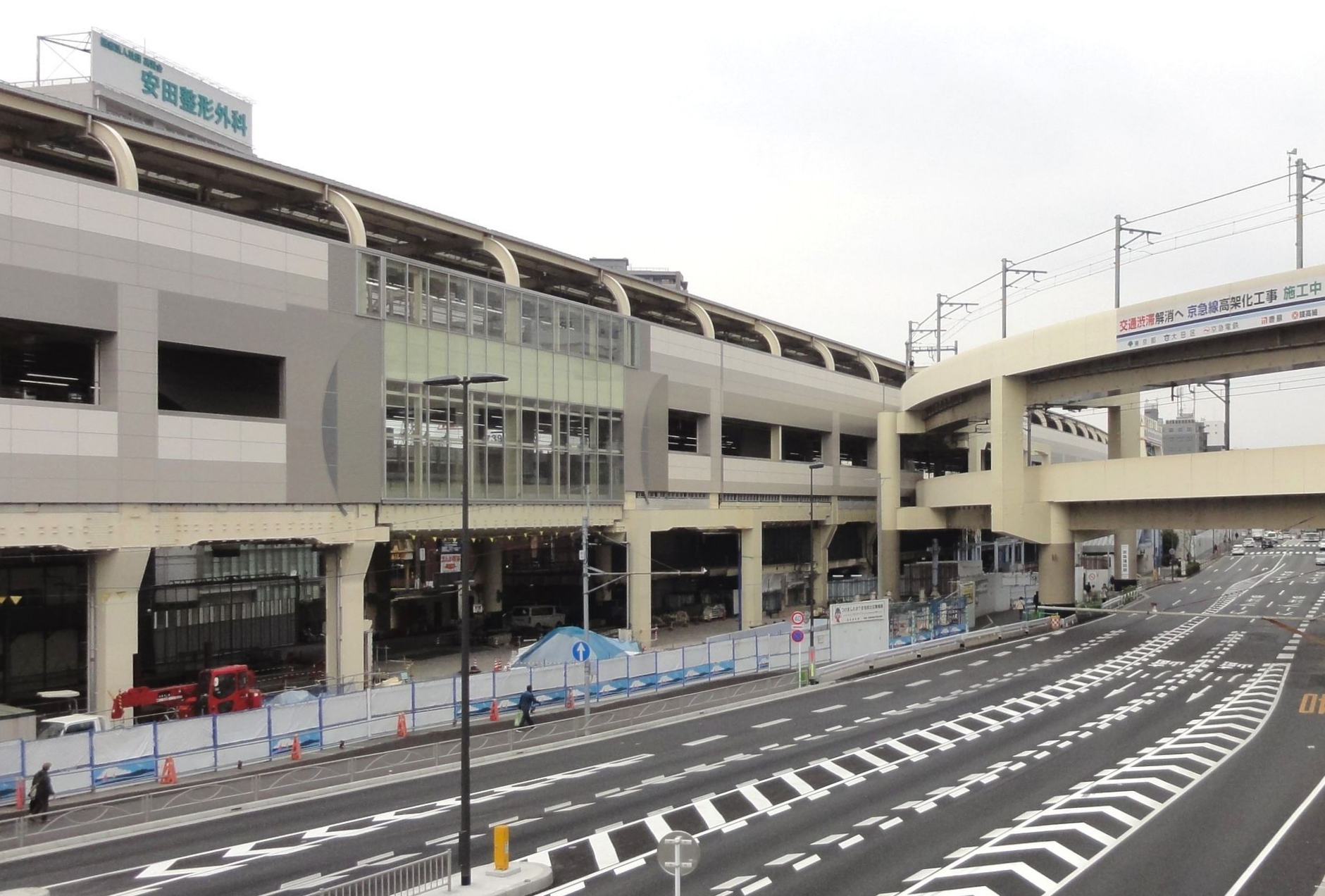
역사 동쪽
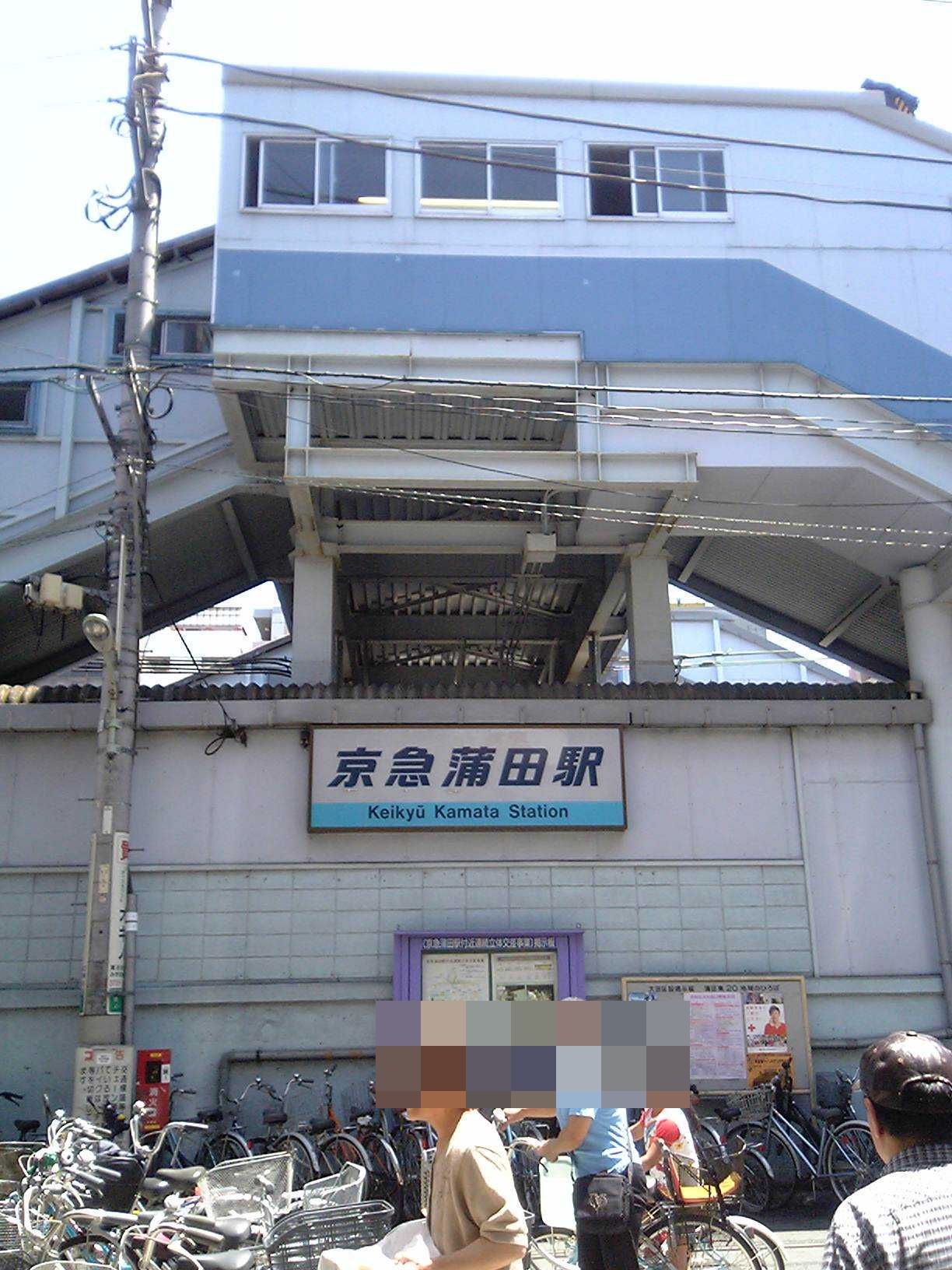
입체화 되기 전의 역사
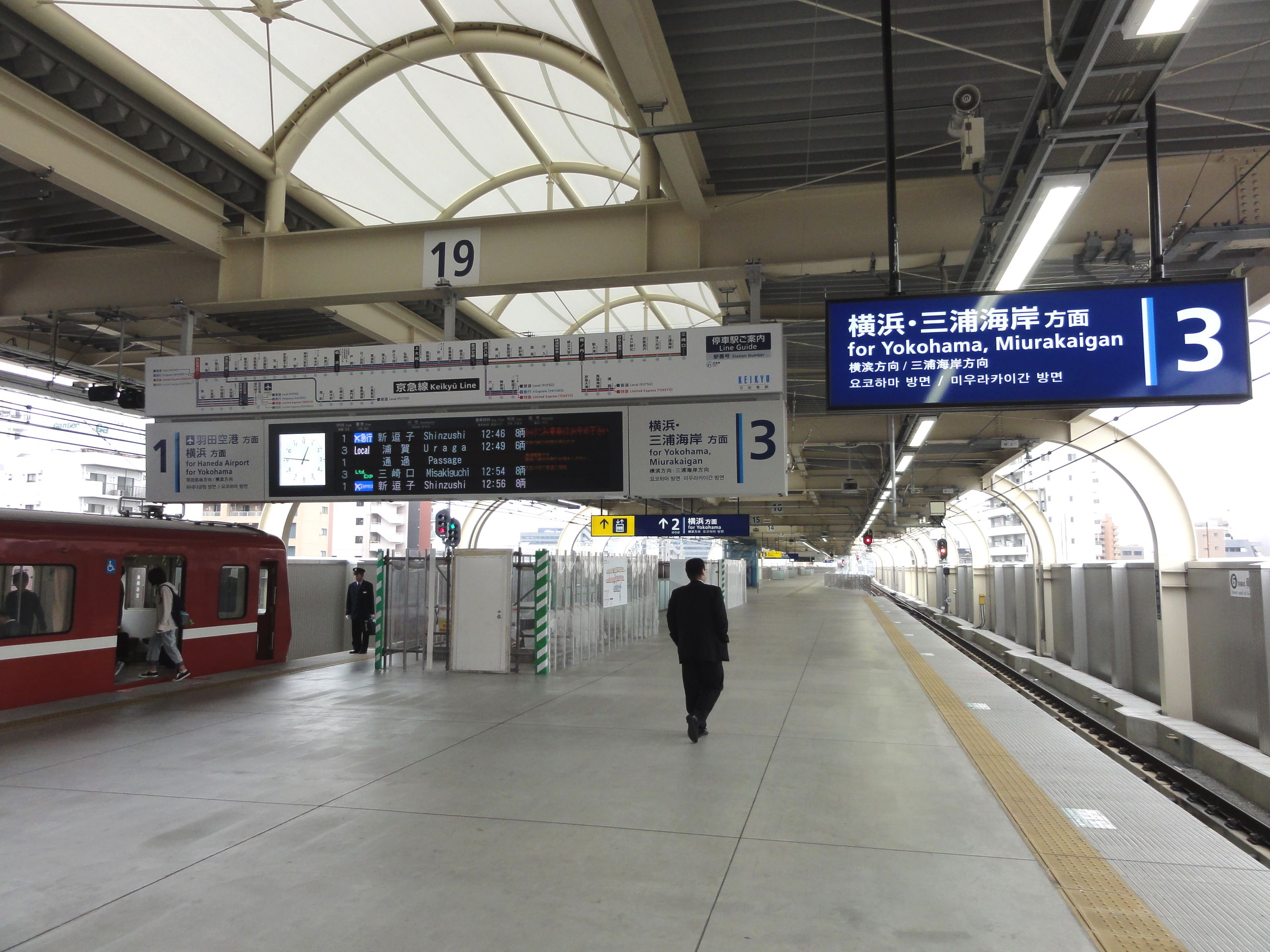
1 ~ 3번선 승강장

## 인접역
| 게이힌 급행 전철 ■ 본선       | 게이힌 급행 전철 ■ 본선         | 게이힌 급행 전철 ■ 본선                         |
| ----------------------------- | ------------------------------- | ----------------------------------------------- |
| (무정차 통과)                 | ■ 에어포트 쾌특                 | (무정차 통과)                                   |
| KK01 시나가와 센가쿠지 방면   | ■ 쾌특                          | 게이큐 가와사키 KK20 미사키구치 방면            |
| KK08 헤이와지마 센가쿠지 방면 | ■ 특급                          | 게이큐 가와사키 KK20 미사키구치 방면            |
| KK08 헤이와지마 센가쿠지 방면 | ■ 에어포트 급행 (시나가와 방면) | (공항선에 직결 운행함.)                         |
| (공항선에 직결 운행함.)       | ■ 에어포트 급행 (요쿄하마 방면) | 게이큐 가와사키 KK20 신즈시 방면                |
| KK10 우메야시키 시나가와 방면 | ■ 보통                          | 조시키 KK18 우라가 방면                         |
| 게이힌 급행 전철 ■ 공항선     |                                 |                                                 |
| (무정차 통과)                 | ■ 에어포트 쾌특                 | (무정차 통과)                                   |
| (본선에 직결 운행함)          | ■ 쾌특                          | 하네다 공항 국제선 터미널 KK16 하네다 공항 방면 |
| (본선에 직결 운행함)          | ■ 특급 ■ 에어포트 급행 ■ 보통   | 고지야 KK12 하네다 공항 방면                    |